# Philippe-Jean-Louis Desjardins
Philippe-Jean-Louis Desjardins (1753-1833) est un prêtre et un vicaire général français. Il est connu pour avoir assuré la conservation de plusieurs tableaux d'art à l'époque de la Révolution en les envoyant au Canada.

## Biographie
Il est né à Messas, près de Meung-sur-Loire, dans le diocèse d'Orléans en France, le 16 juin 1753.
Il fait ses études à Meung-sur-Loire, à Orléans et à Saint Sulpice de Paris. Il est ordonné à Lyon, le 20 décembre 1777. Étudiant à Paris de 1777 à 1783, il complète sa formation par un doctorat en théologie ; en 1779, il devient le parrain du futur ingénieur géographe Nicolas Jean Louis Duvivier. De 1783 à 1790, il est chanoine de la cathédrale de Bayeux et grand vicaire de l'évêque Joseph-Dominique de Cheylus. 
Doyen du chapitre de Meung et vicaire général d'Orléans (1790-1791), il est incarcéré à Bayeux en 1791. Il s'exile en Angleterre (1791-1793) puis est délégué au Canada pour y préparer les voies à une forte immigration de laïcs et de prêtres français venant de Londres (1793-1794). À Québec, il est aumônier de l'Hôtel-Dieu, des Ursulines et grand-vicaire de l'évêque (1794-1802).
Il revient en France au moment de la signature du Concordat. Il est curé de Meung-sur-Loire et grand-vicaire de l'évêque d'Orléans en 1802. Il est attaché à la délégation apostolique de France à Paris. Il est agrégé aux Missions étrangères de Paris et curé de leur paroisse à Paris en 1810. Il est incarcéré par ordre de Napoléon Ier à Vincennes, à Fenestrelle en Piémont et à Compiano dans le duché de Parme (1810-1814). Encore curé de son ancienne paroisse de Paris (1814-1819), il devient grand-vicaire de l'archevêque de Paris et archidiacre de Sainte-Geneviève à Paris (1819-1833).
Il refuse le siège épiscopal de Châlons-sur-Marne en 1823. Il meurt de paralysie à Paris, le 21 octobre 1833. 
C'était un prêtre « d'un caractère excellent, d'une éloquence douce, d'une science éminente, d'une conduite prudente et sage, d'une piété singulière, d'une foi forte, d'une humilité profonde, d'une patience courageuse, d'une charité sublime », au témoignage de Mgr de Quélen, gravé sur sa tombe.

## La Collection Desjardins
À la suppression des ordres monastiques lors de la Révolution française, des tableaux sont saisis par l'État et mis en vente.
Philippe-Jean-Louis Desjardins acquiert à son compte une centaine de ces tableaux vendus à Paris au rabais. En 1816, avec l'aide de son frère Louis-Joseph, il en envoie une partie au Bas-Canada, où il avait séjourné de 1793 à 1802, afin d'en garnir les églises. Les œuvres sont mises en vente à partir de 1817. Un second envoi a lieu en 1820. Joseph Légaré, qui a restauré des tableaux de la collection, fait l'acquisition de plusieurs d'entre eux pour sa propre collection, qui sont légués au Séminaire de Québec en 1874 .

## Source
- Dictionnaire biographique du clergé canadien-français, Jean-Baptiste-Arthur Allaire, Montréal : Imprimerie de l'École catholique des sourds-muets, 1908-1934.